# Торнео (галет, 1821)
«Торнео» — галет Балтийского флота Российской империи.

## Описание судна
«Торнео» представлял собой парусный деревянный галет. Длина судна составляла 22,9 метра, ширина — 6,7 метра, а осадка 3,4 метра. В качестве артиллерийского вооружения на судне было установлено от 12 до 14 орудий.

## История службы
Галет «Торнео» был заложен на Охтенской верфи в 1820 году и после спуска на воду 7 (19) мая 1821 года вошёл в состав Балтийского флота России. Строительство вёл корабельный мастер В. Ф. Стокке.
С 1822 по 1825 год под флагом начальника Главного морского штаба вице-адмирала А. В. фон Моллера совершал плавания между Санкт-Петербургом и Кронштадтом. В 1827, 1829, 1830, 1831, 1833 и 1834 годах входил в состав отряда Гвардейского экипажа, который выходил в плавания в Финский залив. 10 (22) июня 1827 года во время проводов эскадры адмирала Д. Н. Сенявина в Англию по пути от Кронштадта до Красной Горки нёс штандарт императора Николая I.
В кампанию 1832 года совершал плавания между Санкт-Петербургом и Кронштадтом.
30 августа (11 сентября) 1834 года, находясь на Неве, принимал участие в церемонии открытия памятника Александру I. С 1832 по 1835 год вновь совершал плавания между Санкт-Петербургом и Кронштадтом. Зимой 1835—1836 годов подвергся тимберовке.
В 1837 году совершал плавания по Неве, ходил между Кронштадтом и Ригой, принимал участие в маневрах Балтийского флота, а также использовался для проведения описи Финского залива. В 1838 году совершил плавание их Кронштадта в Або и обратно. С 1839 по 1842 год, а также в 1844 и 1845 годах выходил в практические плавания в Финский залив с кадетами Морского корпуса на борту.

## Командиры судна
Командирами галета «Торнео» в разное время служили:
- К. П. Торсон (1823 год);
- Д. Н. Лермантов (1827 и 1829 годы);
- П. А. Подушкин (с 1830 по июль 1832 года);
- лейтенант О. С. Балк (с июля 1832 года)[9];
- А. И. Белянин (1833, 1835 и 1838 годы);
- Г. А. Хитрово (1834 год);
- В. А. фон Глазенап (1837 год);
- Н. А. Сахаров (с 1839 по 1842 год и в 1844 и 1845 годах).